# Jennifer Brown
Jennifer Brown (Hjällbo, 18 febbraio 1972) è una cantante svedese.

## Biografia
Jennifer Brown nasce in Svezia, ad Hjällbo, un centro abitato a nord-est di Göteborg. Negli anni novanta si trasferisce a Stoccolma dove lavora come receptionist per l'influente etichetta discografica svedese "Telegram records" e, grazie a questa sua occupazione, riesce ad ottenere un contratto discografico. Nel 1994, il suo album "Giving You The Best" raggiunge la prima posizione nelle classifiche svedesi e ci resta per 22 settimane.
I due album seguenti non raggiungono il successo di vendite di quello con cui ha debuttato, ma "In My Garden" nel 1997 raggiunge la nona posizione e "Vera" nel 1998 conquista l'ottava.
Registra maggiormente da solista, ma è membro della band soul/jazz/pop Blacknuss. Il singolo "Tuesday Afternoon" diventa una hit in Scandinavia, raggiunge la cinquantasettesima nel Regno Unito e riceve un discreto airplay nelle radio italiane.
A livello europeo, il suo lavoro di maggior successo è il singolo "Alive" che, in una versione remixata dal DJ Paul van Dyk e pubblicata nel 2000, entra in numerose classifiche.

## Vita privata
Dopo aver registrato quattro album, viaggia negli Stati Uniti e trascorre del tempo a New York e San Francisco; si reca anche in India.  Conosce il futuro padre di sua figlia durante le riprese del film Förortsungar, ma i due si separano durante la gravidanza.

## Stile musicale
In origine, la sua musica spaziava dal soul al R&B, ma sperimenta anche il pop. L'album del 2009 Bloom in November è ispirato dal sound Motown.

## Discografia

### Albums
- 1994 Giving you the best
- 1997 In My Garden
- 1999 Alive
- 1999 Vera
- 2003 Home
- 2009 Bloom in November

### Singoli
- 1992 Take a Piece of My Heart
- 1993 Heaven Come Down
- 1997 In My Garden
- 1997 When to hold on
- 1998 Alive
- 1998 Tuesday Afternoon
- 1999 Two in the Morning
- 2003 Weak

## Filmografia
- Förortsungar, regia di Catti Edfeldt e Ylva Gustavsson (2006)